# Antipatris

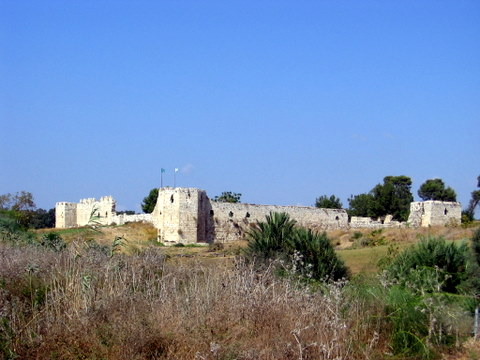
Ruïnes d'Antípatris situades a Tel Afek (en hebreu: תל אפק), a l'est de Pétah Tiqvà i a l'oest de Roix Ha-Àyin, prop del riu Yarkon.

Antípatris o Antípater (en grec: Αντιπατρίς) és un dels dos indrets coneguts com a Tel Afek (en hebreu: תל אפק). Antípater va ser una ciutat construïda pel rei Herodes el Gran, i fou anomenada així en honor del seu pare, Antípater II de Judea. Es trobava entre Caesarea Marítima i Lod, a dos quilòmetres cap a l'interior, en la gran calçada romana que va des de Cesarea de Palestina fins a Jerusalem. Tel Afek es troba a l'est de Pétah Tiqvà i a l'oest de Kafr Qasim i Roix Ha-Àyin, prop del naixement del riu Yarkon.

## Arqueologia
Les excavacions arqueològiques es van realitzar en els anys 1934-1936 pel Departament d'Antiguitats del govern britànic de Palestina. Una excavació es va dur a terme el 1972-1985 per la Universitat de Tel-Aviv sota la direcció del professor Moshe Kokhavi. En el lloc, hi ha rastres de l'ocupació de fa 5.000 anys. Afek s'esmenta per primera vegada en textos de la dotzena dinastia egípcia. Afek apareix moltes vegades en la Bíblia. Es descriu com una ciutat cananea conquerida per Jessè i com a base dels filisteus per a les seves campanyes militars contra els Fills d'Israel en l'època de Samuel. Segons el Primer llibre de Samuel (4:2), Antípatris és la ciutat més gran al nord del territori dels filisteus. Afek s'esmenta en una tauleta que data del rei assiri Assarhaddon com una ciutat en la frontera del territori de Samaria.

## Edat de Bronze
En el moment de l'edat del bronze, Afek era una ciutat emmurallada. Es tractava d'un gran centre urbà que dominava la zona dels voltants. Les primeres fortificacions de la ciutat daten de l'Edat del Bronze I. Les cases estan construïdes al llarg de les parets (Edat del Bronze II). Allà es va descobrir la primera importació de ceràmica d'Egipte. En l'Edat del Bronze III, Afek comença el seu declivi fins que desapareix totalment. Després d'un llarg període d'abandonament, el lloc serà de nou poblat en l'època de l'Edat del Bronze Mitjà. Va ser en aquest període quan la ciutat va arribar al seu limit de població. La ciutat fou esmentada en els textos egipcis. Afek va ser aleshores una ubicació central al llarg del curs del riu Yarkon. Quatre fases d'ocupació s'han identificat en l'Edat del Bronze Mitjà I:
- Fase 1 : l'indret està desproveït de la fortificació.
- Fase 2 : El lloc està ben establert amb fortificacions i torres. La paret és de quatre metres de gruix. El palau del governador de la ciutat està construït prop de les fortificacions. Aquest és el primer de sis palaus de la ciutat durant la seva història.
- Fase 3 : el palau de la fase 2 fou abandonat. Un segon palau va ser construït en el costat oest de la ciutat.
- Fase 4 : El segon palau és al seu torn abandonat. Un tercer palau va ser construït en el cim de la ciutat. Una zona residencial va ser construïda prop del palau i una zona de terrissaires fou construïda a l'oest de la ciutat.

En l'Edat de Bronze Mitjà II, Afek perd importància a favor de l'altre ciutat situada més a baix en el curs del riu Yarkon i que actualment és un suburbi de Tel-Aviv. Un quart palau va ser construït sobre les ruïnes del primer palau. Aquesta fase va acabar amb un incendi, mentre que el Faraó Ahmose I va prendre el control dels territoris fronterers d'Egipte després de l'expulsió dels hikses.

## Període hel·lenístic
En el període hel·lenístic, la ciutat fou anomenada Pegaï.

## Període romà
Originalment anomenat Caphar Seba, es va quedar en el camí cap a Jerusalem a Cesarea. L'any 9 aC. Herodes va construir una nova ciutat a la que va anomenar en honor del seu pare Antípatris. Ell va triar aquest lloc perquè hi havia una vegetació terrestre ben regada, ja que un riu fluïa al voltant de la pròpia ciutat i que aquest estava envoltat d'un bonic bosc d'arbres alts. Després de la fundació de Cesarea, Antípatris va esdevenir la cruïlla de les carreteres que condueixen des de la costa fins a les principals ciutats de Palestina i Jerusalem.
L'apòstol Pau de Tars va passar una nit a Antípatris durant el seu viatge des de Jerusalem fins a Cesarea. La ciutat va ser destruïda durant la Primera Guerra Judeo-Romana, que va durar des de l'any 66 fins al 70 dC. La ciutat no es va recuperar abans del segle II, l'any 363 un terratrèmol va arrasar la ciutat.

## Afek en la Bíblia
Sota el comandament del Jessè (Joshua), el poble hebreu hauria pres la ciutat dels cananeus i hauria construït un palau monumental. Durant la seva invasió, els filisteus van arribar fins a la ciutat. Els hebreus van fugir als pujols de Samaria. Afek es converteix així en la ciutat més septentrional de la regió que fou ocupada pels filisteus. L'exèrcit dels filisteus va participar en dues grans batalles contra els hebreus fins a la mort del rei Saül i del seu fill Jonathan en la Muntanya de Gilboa. La ciutat d'Afek fou conquerida pels filisteus, juntament amb l'Arca de l'Aliança. Els filisteus van dipositar el cos de Saül en les parets de la ciutat de Bet-Xean. A partir d'aquest esdeveniment, la Bíblia no esmenta més la ciutat.